# Glencoe, Alabama
Glencoe là một thành phố thuộc quận Etowah, tiểu bang Alabama, Hoa Kỳ. Dân số năm 2009 là 5321 người, mật độ đạt 121 người/km².